# Dones de Bulgària
Les dones de Bulgària es refereixen a les dones que viuen o són de Bulgària. La posició de les dones a la societat búlgara ha estat influenciada per diverses cultures i ideologies, incloses les cultures romana d'Orient i otomana, el cristianisme ortodox oriental, la ideologia comunista i els valors occidentals globalitzats contemporanis.

## Emancipació
Les dones búlgares viuen en una societat habitualment patriarcal. Tot i que Bulgària es descriu sovint com una societat patriarcal, les dones poden tenir una autoritat substancial en l'economia domèstica o en la presa de decisions agrícoles.
Tant els homes com les dones tenen dret a vot i a la propietat. Malgrat dècades d'ideologia socialista en matèria d'igualtat de gènere, les dones sovint treballen en feines menys remunerades, continuen sent responsables de la majoria de tasques domèstiques i representen més de la meitat dels aturats registrats.
També ocupen llocs de lideratge amb menys freqüència que els homes. El 1996, menys del 14% dels representants parlamentaris postsocialistes eren dones, i només un de cada cinc consellers municipals eren dones aquell any. El 2014, les dones representaven el 20,4% del Parlament.

## Sufragi i política
El sufragi femení limitat es va concedir per primera vegada el 1937, i les dones van obtenir el ple dret de vot el 1944. No obstant això, durant l'era comunista, els drets i llibertats civils tant per a dones com per a homes eren iguals, per molt limitats que fossin a causa del caràcter autoritari del govern.
El 1945, les primeres dones van ser elegides al parlament. Entre 1960-1990 el nombre de dones al parlament va variar entre el 16% i el 21%, i el 1990 va baixar fins al 8,5%. El 2017, hi havia un 25,8% de dones al parlament.

## Treball
Moltes dones van accedir a un treball remunerat durant l'era socialista, quan es va promoure una ideologia d'igualtat de gènere, i van constituir gairebé la meitat de la força de treball a finals del segle xx. Les dones treballen sovint com a mestres, infermeres, farmacèutiques, venedores i treballadores, i amb menys freqüència en la gestió, administració i ciències tècniques. Les dones també són les principals responsables de les tasques domèstiques: cura dels nens, cuina, neteja i compres. La mà d'obra agrícola es divideix segons el gènere, els homes treballen amb animals i maquinària i les dones treballen més a mà en la producció de cultius, tot i que hi ha flexibilitat en resposta a situacions específiques. Malgrat això, la segregació de gènere en la força de treball és una mica menys pronunciada a Bulgària que en altres països europeus. En comparació amb la mitjana europea, les dones búlgares tenen una participació més alta en camps tradicionalment masculins com ara ciències, matemàtiques, informàtica i enginyeria; i una menor participació en el camp del servei. A més, la diferència salarial de gènere (el 2013) és del 13,0% a Bulgària, que és inferior a la mitjana de la Unió Europea, del 16,2%.
El 2014, la taxa d'ocupació (15-64 anys) de les dones era del 58,2%, mentre que per als homes era del 63,9%. La taxa d'ocupació dels dos sexes ha estat relativament baixa durant les darreres dues dècades, a causa de les dificultats experimentades per l'economia nacional després de la caiguda del comunisme. No obstant això, la implicació exacta en la força de treball és força difícil de determinar, a causa de la presència del sector informal no regulat. Segons el Banc Mundial, les dones representaven el 2014 el 46,6% de la població activa total, gairebé el mateix que el 1990 (47,9%). La forta participació de les dones búlgares en l'economia es pot veure en el fet que gairebé totes les dones ocupades treballen a temps complet, el percentatge més alt de dones ocupades a la UE.
Abans de l'era comunista, Bulgària (com altres països d'Europa de l'Est) era una societat agrícola en gran part rural, amb les dones integrades en el treball agrícola rural. Com a tals, ocupaven un estatus relativament elevat a la societat (tot i que no eren iguals als homes).
Sota el règim comunista, el país es va industrialitzar i «modernitzar», i la gent va emigrar de les zones rurals cap a els zones urbanes. La nova ideologia i economia comunistes van integrar les dones en un treball remunerat; a finals de la dècada de 1970, Bulgària tenia el percentatge més alt de dones treballadores del món. Les dones estaven integrades en gairebé tots els camps, incloses les ciències i la medicina, tot i que estaven estrictament sota el control de l'Estat, eren educades per ser submises a les autoritats estatals (que eren majoritàriament homes) i tenien molt poc poder d'expressió.
La caiguda del comunista va tenir resultats mixtos per a les dones; si bé la seva seguretat econòmica es va veure afectada (tot i que això també va afectar els homes, ja que tant els homes com les dones van perdre els seus llocs de treball garantits per l'Estat), les dones van assolir la llibertat d'obrir nous negocis, desenvolupar lliurement activitats artístiques i culturals, i tenir llibertat d'expressió. Tot i que el recentment emergent capitalisme «salvatge» i sense restriccions de la dècada del 1990 era sovint hostil a les dones, moltes dones han tingut èxit; de fet, un terç dels propietaris d'empreses i dels alts directius de Bulgària són dones. L'elevada participació de les dones en els negocis és comuna als països de la regió de l'Europa de l'Est: «En general, Europa de l'Est continua encapçalant el rànquing en igualtat de gènere, amb un 35% dels càrrecs superiors de la regió en mans de dones, i només un 16% de les empreses no tenen dones a l'alta direcció», segons un estudi del 2007.

## Educació
La taxa d'alfabetització és lleugerament inferior per a les dones en comparació amb els homes; la taxa d'alfabetització és del 98,1% per a les dones, mentre que per als homes és del 98,7% (de 15 anys o més, dades del 2015). L'analfabetisme és particularment elevat entre les dones i homes gitanos.

## Drets constitucionals
La Constitució de Bulgària preveu la igualtat de gènere:
- Art. 6. (1) Totes les persones neixen lliures i iguals en dignitat i drets.
- Art. 6. (2) Tots els ciutadans seran iguals davant la llei. No hi haurà privilegis ni restriccions de drets per raó de raça, origen nacional o social, identitat ètnica, sexe, religió, educació, opinió, afiliació política, estatus personal o social o estat de propietat.

## Obligacions internacionals
Com a part de la Unió Europea (des del 2007), Bulgària està sotmesa a les seves directives. Bulgària també és part de la CEDAW. Bulgària ha ratificat el 2007 la Convenció del Consell d'Europa sobre l'acció contra la trata de persones.

## Lleis antidiscriminació
Està legalment prohibida la discriminació. La Llei de protecció contra la discriminació (2004) és la principal llei antidiscriminatòria de Bulgària. A l'article 4 s'afirma: «Qualsevol discriminació directa o indirecta per motius de gènere, raça, nacionalitat, ètnia, genoma humà, ciutadania, origen, religió o creença, educació, conviccions, afiliació política, estat personal o social, discapacitat, edat, orientació sexual, estat civil, estatus propi o per qualsevol altre motiu establert per la llei o per un tractat internacional en què la República de Bulgària hagi signat, serà prohibit».

## Herència de béns
Les dones i els homes tenen els mateixos drets legals. Tant els homes com les dones posseeixen béns com ara terres, edificis i animals, i l'herència és divisible (és a dir, la propietat es divideix entre tots els hereus en lloc de donar-la a un sol hereu). A la pràctica, alguns hereus poden ser desheretats o poden rebre més terres que els seus germans, i les filles hereten tradicionalment menys terres que els fills. Aquest últim cas de vegades es justificava en termes dels dots, sovint grans, d'articles per a la llar i, de vegades, de terres o bestiar que tradicionalment s'entregaven a les dones quan es casaven. Les cases eren tradicionalment heretades pels fills més petits, que portaven les seves dones a viure a la casa familiar.

## Drets reproductius i salut
La taxa de mortalitat materna a Bulgària és d'11 mortes / 100.000 naixements vius (a partir del 2010). La taxa de fecunditat a Bulgària és d'1,45 naixements (estimacions del 2015), que està per sota de la taxa de reposició i és una de les més baixes del món.
L'avortament a Bulgària és legal a petició durant les primeres 12 setmanes d'embaràs i en fases posteriors per motius mèdics.

## Dones militars
En termes d'organització militar, el paper de les dones s'ha limitat a funcions de suport.

## Matrimoni i vida familiar
Tot i que el matrimoni era tradicionalment molt important a Bulgària, hi ha hagut un ràpid augment de la convivència entre no-casats després de la caiguda del comunisme. La transició del comunisme a l'economia de mercat va tenir un gran impacte en el comportament demogràfic de la població. Després de la caiguda del comunisme, la pressió legal i social per casar-se va disminuir, i la població va començat a experimentar nous estils de vida. El 2014, el 58,8% dels nens havien nascut de mares solteres. A l'Estudi Europeu de Valors (EVS) del 2008, el percentatge d'enquestats búlgars que van estar d'acord amb l'afirmació que «el matrimoni és una institució obsoleta» va ser del 27,2%.
El 2009 va entrar en vigor un nou Codi de família, que modernitza el dret de família. Legalment, Bulgària reconeix des de fa temps la igualtat d'homes i dones en el dret de família. Això està estipulat explícitament al Codi de família, art 2, que defineix set principis de les relacions familiars, un dels quals és «la igualtat entre l'home i la dona». Això es reforça a l'article 13, titulat Igualtat entre cònjuges, que diu: «Els cònjuges tindran els mateixos drets i obligacions en el matrimoni».
Malgrat la igualtat jurídica, les normes socials de la cultura balcànica sovint consideren que «la dona es troba en una posició de subordinació al marit».

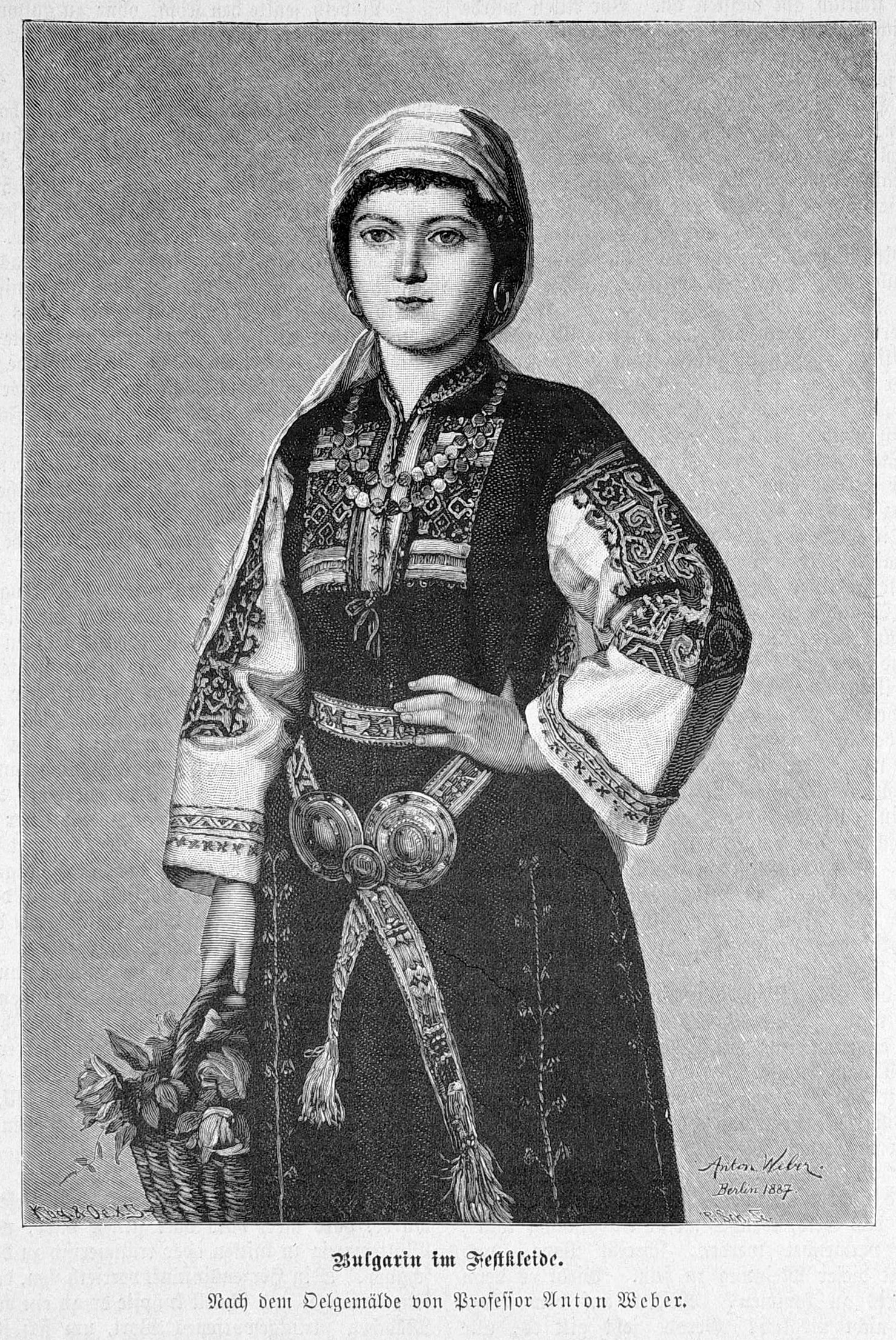
Dona búlgara, 1887
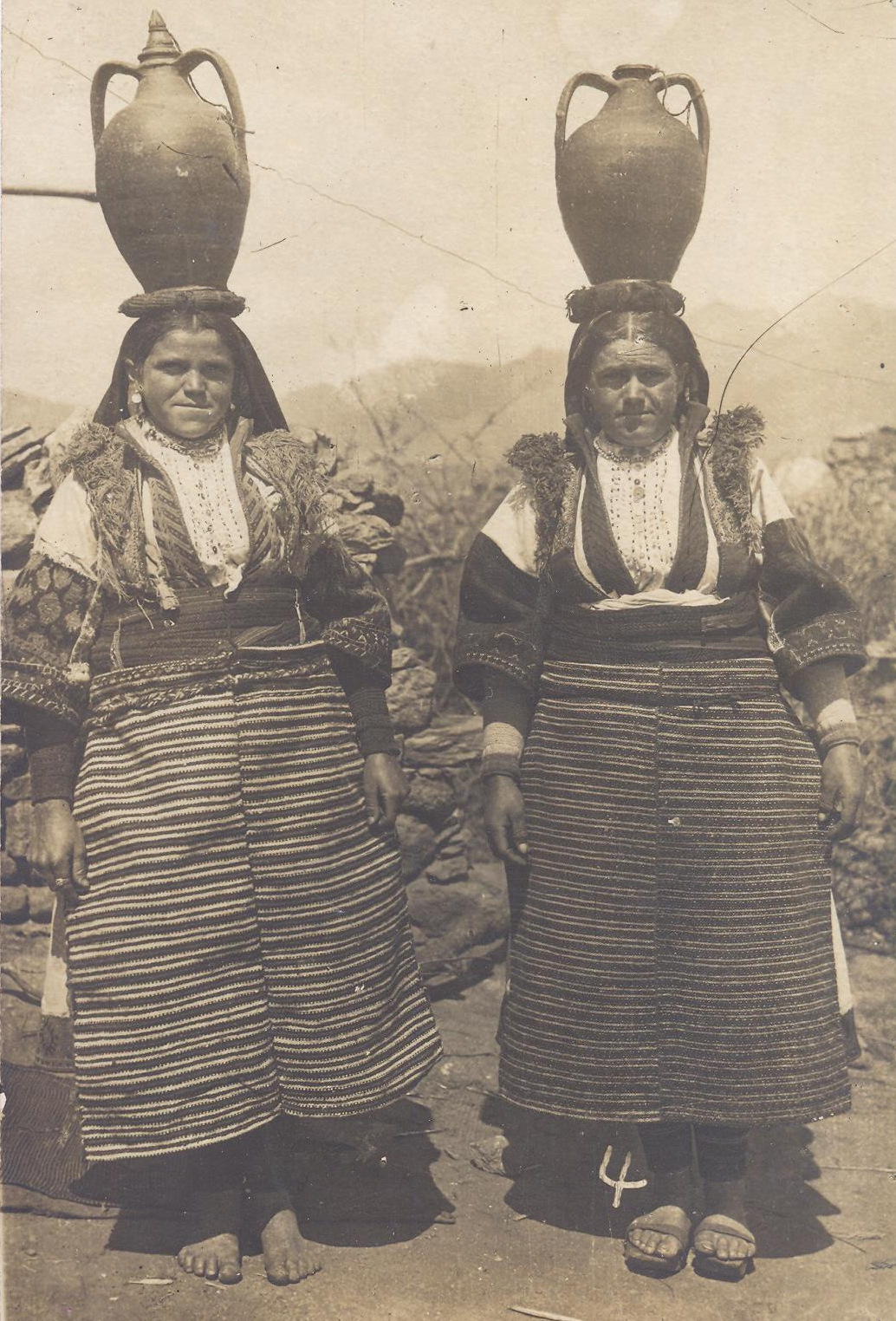
Dona búlgara, 1918
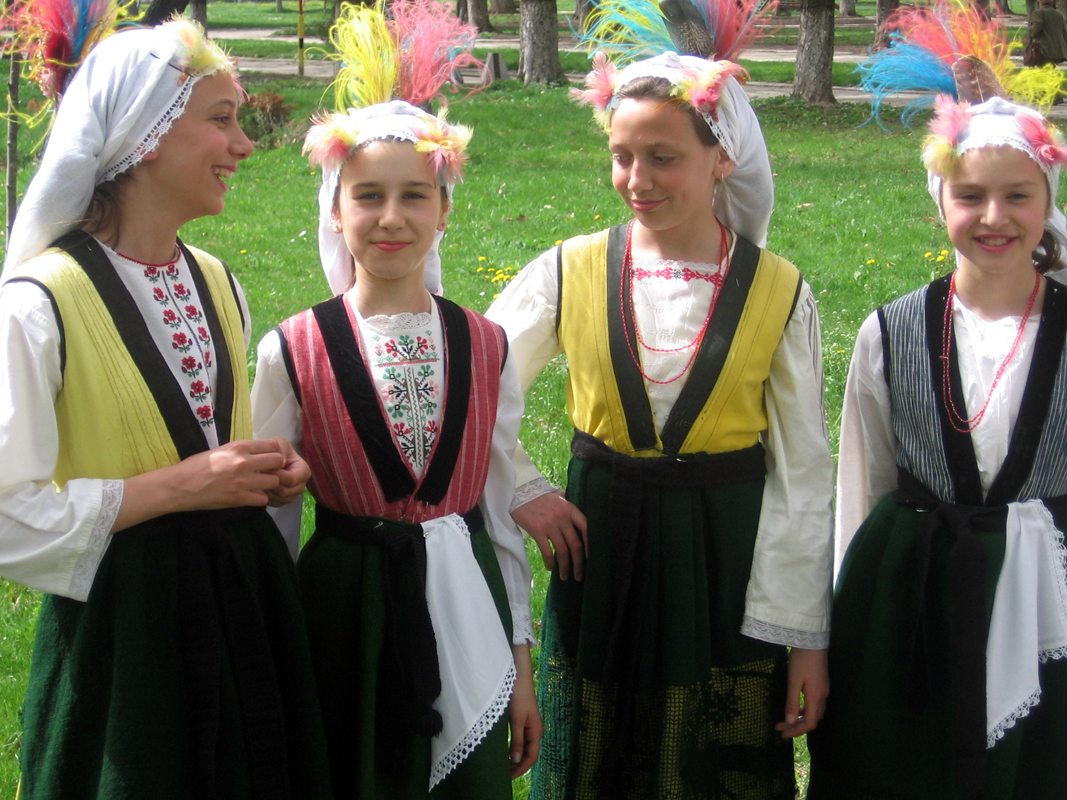
Dones búlgares amb roba tradicional

Pel que fa al permís per maternitat, des de principis de la dècada del 1970, les búlgares gaudien de dos anys de permís remunerat i un any de permís no remunerat. A principis de la dècada del 1990 es va reduir a un any de permís renumerat i un any de permís no renumerat.

## Violència de gènere
Bulgària forma part de la paradoxa de moltes societats de l'Europa de l'Est: una llarga tradició de participació de les dones en la vida laboral pública i un alt estat professional per a les dones; però, al mateix temps, tolerància envers la violència domèstica. Un informe del 1996 deia: «La societat reconeix les capacitats intel·lectuals de les dones. Des de fa cinquanta anys, les dones constitueixen la meitat de la força laboral del país. La situació de la família és diferent. El model de relació és patriarcal».
Al segle xxi, amb l'entrada a la UE, Bulgària ha revisat la seva política sobre violència familiar, en particular promulgant la seva primera llei de violència domèstica, la Llei de protecció contra la violència domèstica de 2005. El 2015, Bulgària va derogar l'article 158 del Codi Penal, que establia que un autor de diversos delictes sexuals podia evitar el processament casant-se amb la víctima.

## Búlgares destacades

### Actrius
- Adriana Budevska
- Aglaia Mortcheva
- Aleksandra Sarchadjieva
- Anjela Nedyalkova
- Anya Pencheva
- Božidara Turzonovová
- Carla Rahal
- Dessy Tenekedjieva
- Dilyana Popova
- Dobrina Cristeva
- Irina Taseva
- Irmena Chichikova
- Isabel Russinova
- Katya Paskaleva
- Mariela Baeva
- Nadezhda Panayotova
- Nadya Nozharova
- Natalia Dontcheva
- Nevena Kokanova
- Nina Dobrev
- Petia Miladinova
- Stoyanka Mutafova
- Tatyana Lolova
- Tea Sugareva
- Teodora Duhovnikova
- Tuğba Melis Türk
- Tzvetana Maneva
- Vanya Shtereva
- Victoria Koleva
- Violeta Gindeva
- Yana Marinova

### Arquitectes
- Dina Stancheva
- Milka Bliznakov
- Nevena Kechedzhieva
- Victoria Angelova

### Cantants
- Aksinia Chenkova
- Alexandrina Miltcheva
- Alexandrina Pendatchanska
- Ana-Maria Yanakieva
- Andriana Yordanova
- Ani Hoang
- Anna Tomowa-Sintow
- Anna Veleva
- Bistritsa Babi
- Bogdana Karadocheva
- Christiana Loizu
- Christina Morfova
- Daniela Radkova
- Darina Takova
- Desi Slava
- Dessislava Stefanova
- Dzhina Stoeva
- Elena Baramova
- Elena Nicolai
- Elitsa Todorova
- Galina Savova
- Gery-Nikol
- Ghena Dimitrova
- Irena Petkova
- Ivanka Ninova
- Krassimira Stoyanova
- Kremena Stancheva
- Krisia Todorova
- Lea Ivanova
- Lili Ivanova
- Ljuba Welitsch
- Lyubka Rondova
- Lyudmila Radkova
- Margarita Hranova
- Maria Ilieva
- Maria Mitzeva
- Mariana Popova
- Mariya Neikova
- Mihaela Fileva
- Mihaela Marinova
- Milena Slavova
- Mira Aroyo
- Nadezhda Panayotova
- Nadka Karadjova
- Nevena Tsoneva
- Pasha Hristova
- Poli Genova
- Raina Kabaivanska
- Reyhan Angelova
- Sofi Marinova
- Sonya Yoncheva
- Stefka Evstatieva
- Svetlina Stoyanova
- Tanya Boeva
- Valya Balkanska
- Vanya Shtereva
- Vesselina Kasarova
- Videlina Mircheva
- Viktória Gueorguieva
- Yordanka Hristova
- Zhana Bergendorff

### Diplomàtiques
- Ekaterina Zakharieva
- Leda Mileva
- Nadezhda Neynsky
- Rumiana Jeleva

### Edat mitjana
- Àgata de Bulgària
- Ana Terter
- Ana-Neda
- Anna de Bulgària
- Anna-Teodora
- Beloslava de Bulgària
- Caterina de Bulgària
- Desislava de Bulgària
- Dorothea de Bulgària
- Irene de Larisa
- Irene Ducena Lascarina
- Irene Comnena Ducena
- Irene Lecapena
- Kera Tamara
- Keratsa de Bulgària
- Keratsa Petritsa
- Kosara
- Kumankata
- Maria Assèn de Bulgària
- Marina Smilets de Bulgària
- Miroslava de Bulgària
- Viola, duquessa d'Opole

### Escriptores
- Albena Stambolova
- Alexenia Dimitrova
- Blaga Dimitrova
- Dora Gabe
- Ekaterina Karabasheva
- Ekaterina Petrova Yosifova
- Elena Alexieva
- Elisaveta Bagryana
- Emiliya Dvoryanova
- Fani Popova-Mutafova
- Gergina Dvoretzka
- Kapka Kassabova
- Kina Kadreva
- Kristin Dimitrova
- Lada Galina
- Leda Mileva
- Ljubica Ivošević Dimitrov
- Maria Angelova
- Maria Popova
- Milena Nikolova
- Mirela Ivanova
- Miryana Basheva
- Petya Dubarova
- Ruzha Lazarova
- Svetla Damyanovska
- Tania Boteva-Malo
- Tea Sugareva
- Theodora Dimova
- Tsvetta Kaleynska
- Valentina Dimitrova Radinska
- Vanya Petkova
- Vela Blagoeva
- Vera Gancheva
- Yana Yazova
- Zdravka Evtimova

### Gimnastes artístiques
- Antoaneta Rakhneva
- Boriana Stoyanova
- Delyana Vodenicharova
- Diana Dudeva
- Dimitrinka Filipova
- Elisaveta Mileva
- Evdokiya Pandezova
- Evgeniya Kuznetsova
- Galina Yaneva
- Irina Khitrova
- Ivanka Dolzheva
- Ivelina Raykova
- Kameliya Eftimova
- Khrabrina Khrabrova
- Krasimira Toneva
- Kristina Panayotova
- Liliyana Aleksandrova
- Marieta Ilieva
- Mariya Karashka
- Mariya Kartalova
- Mariya Kircheva
- Maya Blagoeva
- Milena Mavrodieva
- Nadya Shatarova
- Neli Stoyanova
- Nikolina Tankoucheva
- Nina Kostova
- Penka Prisadashka
- Ralitsa Mileva
- Rayna Atanasova
- Rayna Grigorova
- Reneta Tsvetkova
- Saltirka Spasova-Tarpova
- Silvia Mitova
- Silviya Topalova
- Snezhana Khristakieva
- Stanka Pavlova
- Stoyanka Angelova
- Svetla Kashtelyan
- Svetlana Todorova
- Tanya Maslarska
- Tsvetanka Rangelova
- Tsvetanka Stancheva
- Vanya Marinova
- Vasilka Stancheva
- Vesela Mateeva
- Vesela Pasheva
- Veselina Gencheva
- Viktoria Karpenko
- Yordanka Yovkova
- Zoya Grancharova

### Gimnastes rítmiques
- Adriana Dunavska
- Anastasiya Kisse
- Anelia Ralenkova
- Bianka Panova
- Boryana Kaleyn
- Boyanka Angelova
- Diana Popova
- Diliana Georgieva
- Elena Bineva
- Elena Todorova
- Eleonora Kezhova
- Elizabeth Koleva
- Elizabeth Paisieva
- Erika Zafirova
- Galina Tancheva
- Hristiana Todorova
- Iliana Raeva
- Ina Ananieva
- Ina Deltcheva
- Ioanna Tantcheva
- Iva Tepeshanova
- Ivelina Taleva
- Julia Trashlieva
- Katerina Marinova
- Katrin Taseva
- Katrin Velkova
- Kristina Guiourova
- Kristina Rangelova
- Laura Traets
- Lilia Ignatova
- Madlen Radukanova
- Maria Gigova
- Mariana Vasileva
- Maya Paunovska
- Maya Tabakova
- Mihaela Maevska
- Mila Marinova
- Neshka Robeva
- Neviana Vladinova
- Reneta Kamberova
- Silvia Miteva
- Simona Dyankova
- Simona Peycheva
- Stefani Kiryakova
- Tatiana Tongova
- Tsvetelina Naydenova
- Tsvetelina Stoyanova
- Tzveta Kousseva
- Valentina Kevliyan
- Vladislava Tancheva
- Vyara Vatashka
- Yolita Manolova
- Zhaneta Ilieva
- Zornitsa Marinova

### Jugadores d'escacs
- Adriana Nikolova
- Antoaneta Stefanova
- Antonia Ivanova
- Antonina Dragašević
- Borislava Borisova
- Evelina Trojanska
- Gabriela Antova
- Gülümser Öney
- Iva Videnova
- Katrin Aladjova
- Margarita Voiska
- Maria Velcheva
- Nurgyul Salimova
- Paunka Todorova
- Pavlina Chilingirova
- Rumiana Gocheva
- Silvia Collas
- Stefka Savova
- Svetla Yordanova
- Venka Asenova
- Vera Jürgens
- Zehra Topel

### Models
- Antonia Petrova
- Ceci Krasimirova
- Dilyana Popova
- Gergana Kochanova
- Kristina Georgieva
- Magdalina Valchanova
- Nansi Karaboycheva
- Radostina Todorova
- Slavena Vatova
- Tsvetta Kaleynska
- Veneta Krasteva
- Zhana Yaneva

### Pintores
- Anelia Pavlova
- Dora Boneva
- Ekaterina Savova-Nenova
- Ida Ivanka Kubler
- Keraca Visulčeva
- Myléna Atanassova
- Nadezhda Kouteva
- Nina Kovacheva
- Oda Jaune
- Silvia Dimitrova
- Violeta Maslarova

### Polítiques
- Anastasia Dimitrova-Moser
- Aneliya Klisarova
- Antonia Parvanova
- Atidzhe Alieva-Veli
- Bilyana Raeva
- Daniela Bobeva
- Denitsa Gadzheva
- Desislava Taneva
- Diana Kovacheva
- Ekaterina Mihaylova
- Ekaterina Zakharieva
- Elena Lagadinova
- Elena Poptodorova
- Emel Etem Toshkova
- Eva Maydell
- Evdokiya Maneva
- Filiz Hyusmenova
- Hristina Hristova
- Iliana Iotova
- Iliana Ivanova
- Irina Bokova
- Iskra Mihaylova
- Kalina Balabanova
- Kalina Krumova
- Kristalina Georgieva
- Lilyana Pavlova
- Lydia Shouleva
- Margarita Popova
- Marija Atanassowa
- Mariya Gabriel
- Marusya Ivanova Lyubcheva
- Maya Manolova
- Meglena Kuneva
- Monika Panayotova
- Nadezhda Neynsky
- Nikolina Angelkova
- Nonka Matova
- Petya Parvanova
- Reneta Indzhova
- Rositsa Yanakieva
- Rumiana Jeleva
- Rumyana Bachvarova
- Temenuzhka Petkova
- Tsetska Tsacheva
- Tsola Dragoycheva
- Tsvetelina Penkova
- Vera Zlatareva
- Yordanka Fandakova
- Zorka Parvanova

### Varis
- Albena Denkova (ballarina)
- Aleksandra Monedzhikova (geògrafa)
- Anastasia Golovina (metgessa)
- Aneliya Klisarova (metgessa)
- Binka Zhelyazkova (directoria de cinema)
- Daria Vassilyanska (artista visual)
- Ekaterina Mihaylova (advocada)
- Ekaterina Trendafilova (jutgessa)
- Elena Lagadinova (enginyera genètica)
- Elizaveta Karamihailova (física)
- Elka Nikolova (directoria de cinema)
- Julia Kristeva (filòsofa)
- Margarita Marinova (enginyera)
- Maria Filippov (ballarina)
- Mariana Vassileva (artista)
- Mariyana Kancheva (jutgessa)
- Maya Manolova (advocada)
- Mila Iskrenova (ballarina)
- Miliana Kroumova Kaisheva (química)
- Mina Zdravkova (ballarina)
- Natalia Trayanova (enginyera)
- Nesrin Özören (biòloga)
- Nina Berova (química)
- Sasha Bezuhanova (empresària)
- Tatyana Doncheva (advocada)
- Veli Mitova (filòsofa)
- Vesselina Breskovska (geòloga)
- Zornitsa Sofia Popgantxeva (directoria de cinema)